# سیروس قهرمانی
محمدکاظم قهرمانی با نام هنری سیروس قهرمانی در ۱۵ شهریور ۱۳۱۷ در شهر شیراز متولد شد. دوران کودکی و نوجوانی خود را در شهر لاهیجان گذراند و بعد از کشته شدن پدر در غائله ۲۸ مرداد ۱۳۳۲ به همراه خانواده به شهر تهران عزیمت کرد؛ و تحصیلات خود را در مقطع کارشناسی نویسندگی و کارگردانی و کارشناسی ارشد جامعه‌شناسی ادامه داد.
سیروس قهرمانی با فعالیت در حوزه نگارش مطبوعات سینمایی وارد دنیای هنر شد، از اوایل دهه چهل در کنار قلم زدن به عنوان بازیگر وارد سینمای ایران شد و در آثاری همچون «جدال بخاطر عشق»، «عذاب مرگ» و «وقتی که آسمان بشکافد» ایفای نقش کرد.
در سالهای پس از انقلاب هم قهرمانی علاوه بر نگارش گاه و بیگاه متون سینمایی در آثاری مثل «شاهرگ»، «سردار جنگل» و «میرزا کوچک خان» ایفای نقش کرده بود. او در «سردار جنگل» و «میرزا کوچک خان» در نقش «خالو قربان» ظاهر شده بود. او در میانه دهه پنجاه فیلمی با نام «مرد ناآرام» را هم با بازی رضا بیک ایمان وردی و ملوسک در نقشهای اصلی ساخت. سریال «ببخشید» که سریال نوروزی تلویزیون در میانه دهه پنجاه بود از دیگر ساخته‌های اوست. وی در ۱۸ تیر ۱۳۹۶ در اثر ایست قلبی در بیمارستان نمازی شیراز درگذشت.
سیروس قهرمانی در بین سال های ۱۳۲۰ تا ۱۳۳۰ به دلیل کارهای انجام کارهای عجیبی مانند کشیدن ماشین با دندان شهرت پیدا کرده بود، اما دلیل اصلی شهرت او که آوازه اش در سراسر ایران هم پیچیده بود کشتی گرفتن با شیرهایی بود که آموزش ندیده بودند، به همین واسطه برای برگزاری معرکه های مختلف به کشورهای حوزه خلیج فارس سفر کرد.
او در سفری که به هندوستان داشت، دو عدد فیل از همسر گاندی هدیه گرفت و سپس ایده ساخت باغ‌وحش در ذهنش شکل گرفت و کار خود را با چند قلاده شیر و دو راس فیل شروع کرد.
مزار او بنا بر وصیت خودش در محوطه باغ‌وحش شیراز قرار دارد.

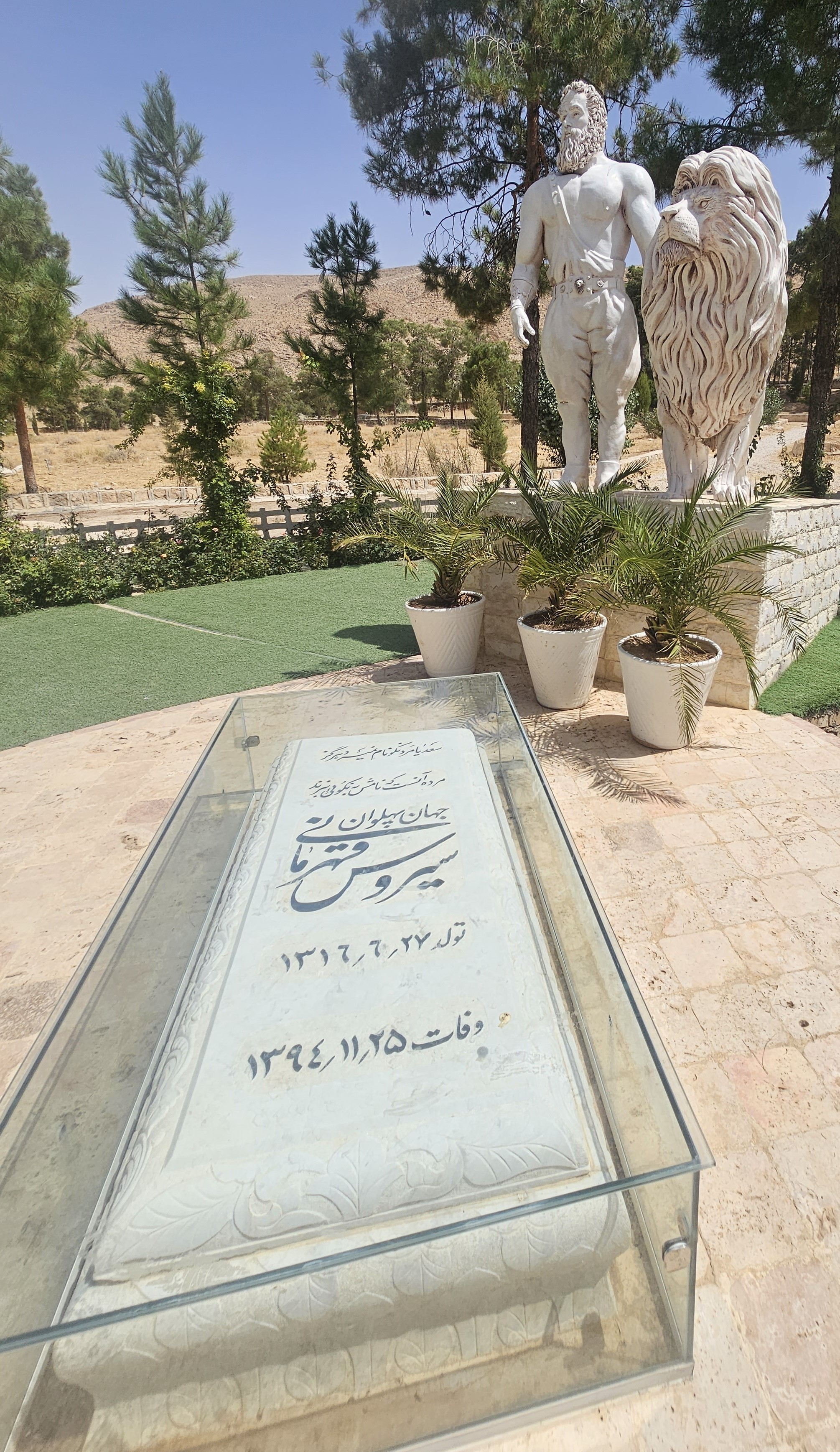
مزار سیروس قهرمانی در باغ‌وحش شیراز

## آثار هنری

### بازیگری
- جدال به خاطر عشق- ۱۳۴۲
- آلیش دختر کولی- ۱۳۴۳
- عذاب مرگ- ۱۳۴۵
- وقتی که آسمان بشکافد- ۱۳۵۵
- میرزا کوچک خان- ۱۳۶۳
- سردار جنگل- ۱۳۶۳
- گامی در مسیر- ۱۳۶۸
- تعطیلات نوروزی- ۱۳۷۰
- شاهرگ- ۱۳۷۶

### کارگردانی
- برنامه تلویزیونی ببخشید (۱۳۵۷)
- فیلم تلویزیونی بدنبال آفتاب (۱۳۵۶)
- مرد ناآرام (۱۳۵۴)
- علی بلبل (۱۳۵۱) - نمایشت داده نشد
- ستاره سهیل (۱۳۴۹) - نمایش داده نشد
- لاهیجان، زیبای خفته (مستند)
- ‌ فیلم کوتاه حرف

### نویسندگی فیلمنامه
- ببخشید- ۱۳۵۵
- کاکایی
- ماجراهای آقای خموشیان- ۱۳۶۳
- دریچه را بگشا
- کنکوری‌ها

### گزارش‌ها
- مصاحبه با چوئن‌لای (نخست‌وزیر وقت چین)
- مصاحبه با انور سادات (رئیس‌جمهور وقت مصر)
- مصاحبه با فرح دیبا

### کتاب‌ها
- سینما (تئاتر، تلویزیون، عکاسی و نقاشی) -۱۳۶۲
- طاغوت مردنی است
- فرشته ای در خانه من - ۱۳۸۲
- ۲۰ فیلمنامه کودک و نوجوان (جلد ۱و۲)- ۱۳۸۹
- اشباح باغ اوین- ۱۳۹۶

### همکاری در نشریات
- تصویر ۵۸
- تصویر ۶۰
- سیاه و سفید
- فرهنگ و سینما
- جهان سینما
- هفت نگاه
- بانی فیلم